# Дарвін (Міннесота)
Дарвін (англ. Darwin) — місто (англ. city) в США, в окрузі Мікер штату Міннесота. Населення — 348 осіб (2020).

## Географія
Дарвін розташований за координатами 45°5′46″ пн. ш. 94°24′51″ зх. д. / 45.09611° пн. ш. 94.41417° зх. д. (45.096012, -94.414293).  За даними Бюро перепису населення США в 2010 році місто мало площу 5,56 км², з яких 5,15 км² — суходіл та 0,41 км² — водойми.

## Демографія
Згідно з переписом 2010 року, у місті мешкало 350 осіб у 139 домогосподарствах у складі 91 родини. Густота населення становила 63 особи/км².  Було 153 помешкання (28/км²).
Расовий склад населення:
| - 96,9 % — білих - 0,3 % — чорних або афроамериканців - 0,3 % — азіатів - 1,4 % — осіб інших рас |

До двох чи більше рас належало 1,1 %. Частка іспаномовних становила 3,4 % від усіх жителів.
За віковим діапазоном населення розподілялося таким чином: 24,3 % — особи молодші 18 років, 61,1 % — особи у віці 18—64 років, 14,6 % — особи у віці 65 років та старші. Медіана віку мешканця становила 38,7 року. На 100 осіб жіночої статі у місті припадало 107,1 чоловіків;  на 100 жінок у віці від 18 років та старших — 112,0 чоловіків також старших 18 років.
Середній дохід на одне домашнє господарство  становив 62 392 долари США (медіана — 36 375), а середній дохід на одну сім'ю — 75 794 долари (медіана — 43 750). Медіана доходів становила 37 321 долар для чоловіків та 36 000 доларів для жінок. За межею бідності перебувало 20,2 % осіб, у тому числі 21,7 % дітей у віці до 18 років та 13,7 % осіб у віці 65 років та старших.
Цивільне працевлаштоване населення становило 174 особи. Основні галузі зайнятості: виробництво — 36,2 %, освіта, охорона здоров'я та соціальна допомога — 16,1 %, роздрібна торгівля — 10,9 %, будівництво — 9,8 %.